# Marie Tudorovna (Hugo)
Marie Tudorovna (1833, Marie Tudor) je romantická divadelní hra o třech jednáních francouzského prozaika, dramatika a básníka Victora Huga. Hra je napsaná v próze a její titulní postavou je anglická královna Marie I. Tudorovna, nazývaná Krvavá Marie (Bloody Mary).
Hra měla premiéru 6. listopadu roku 1833 v pařížském divadle Théâtre de la Porte-Saint-Martin a ještě téhož roku vyšla knižně. Jedná se o jakési historické melodrama. V dramatu vystupují historické i smyšlené postavy a historická kulisa je jen záminkou k rozvíjení příběhů plných děsivých scén a efektů. Setkáváme se zde se scénami z vězení a z popraviště, se zvoněním umíráčku, s třeskem dělových ran atp. Pod melodramatickým povrchem se však skrývá romantický princip dvou světů, aristokratického a světa prostých lidí. Proti bezohledné, nemorální, bezcharakterní a sobecké královně stojí v protikladu čistý a nezištný charakter prostého londýnského řemeslníka, zvysoka převyšující královnu a jejího milence svou nezištností, poctivostí, odvahou, obětavostí i pojetím lásky.

## Obsah hry

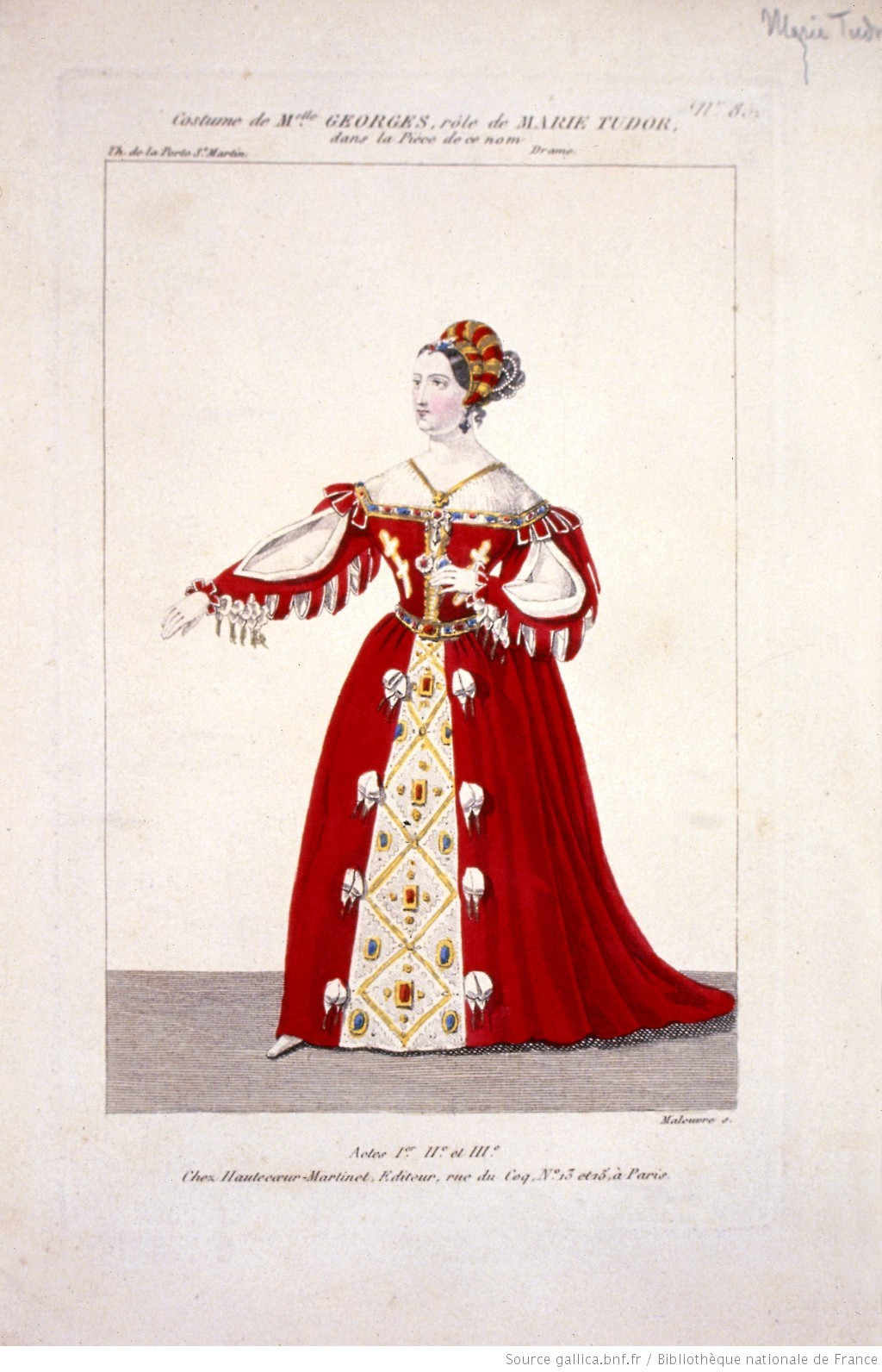
Kostým Marie Tudorvny z roku 1833

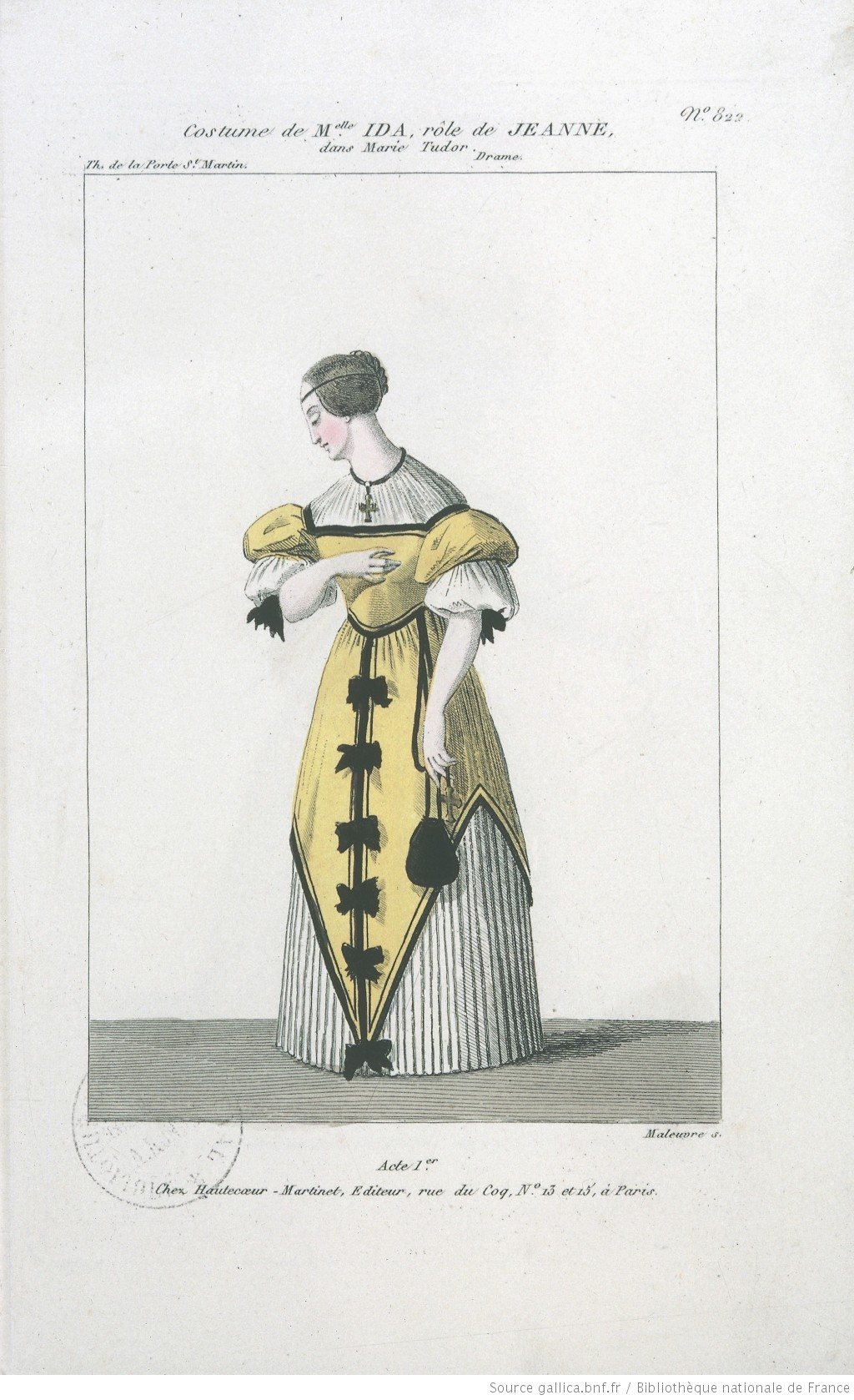
Kostým Jeanne z roku 1833

Hra se odehrává v Londýně během tří dnů roku 1553. Katolická anglická královna Marie Tudorovna udržuje milostný vztah s italským dobrodruhem Fabianem Fabianim. Šlechtici na královském dvoře se snaží Fabiana odstranit a spoléhají přitom především na Simona Renarda, španělského velvyslance v Anglii, který zde organizuje svatbu Marie Tudorovny s princem Filipem, pozdějším španělským králem Filipem II.
Fabiano však svádí dívku jménem Jeanne, sirotka, kterého vychovává řezbář Gilbert. Fabiano totiž zjistil, že Jeanne je dědičkou zavražděného lorda Talbota, který svůj majetek svěřil koruně. Gilbert Jeanne miluje, chce si jí vzít a nechtěně se stane nástrojem Simona Renarda. Ten mu vymůže slyšení u královny, kde Gilbert odhalí Fabianovo počínání a žádá pro Jane její majetek a sňatek s Fabianim. Královna, zaslepená bolestí nad zradou svého oblíbence, nechá Fabiana a Gilberta uvěznit v Toweru jako spiklence.
Fabiano je odsouzen k smrti, ale královna se rozhodne jej zachránit. Snaží se namísto něho dostat na popraviště Gilberta. Jeden z vězňů je v masce vyveden z vězení a popraven. Zoufalá královna doufá, že byl popraven Gilbert, Jane, která si uvědomí, že Gilberta miluje, doufá, že obětí je Fabiano. Přichází Simon Renard a oznamuje, že z důvodů záchrany Anglie nechal popravit Fabiana.

## Adaptace

### Hudba
- Maria, regina d'Inghilterra (1843), italská opera Giovanniho Paciniho.
- The Armourer of Nantes (1863), anglická opera Michaela Williama Balfeho, libreto je založeno na hře, ale děj se odehrává v Nantes koncem 15. století.
- Maria Tudor (1879), italská opera brazilského skladatele Antônia Carlose Gomese.

### Film a televize
- Maria Tudor (1911), italský němý film, režie Giuseppe De Liguoro.
- Marie Tudor (1917), francouzský němý film, režie Albert Capellani.
- Marie Tudor (1966), francouzský televizní film, režie Abel Gance.
- Mária Tudorová (1968), slovenský televizní film, režie Pavol Haspra.
- Die Liebe und die Königin (1977), východoněmecký televizní film, režie Martin Eckermann.

## České inscenace a vydání
- Marie Tudorovna, Národní divadlo moravskoslezské, Ostrava 1922, přeložil Jan Kaláb.
- Marie Tudorovna, Státní divadlo Ostrava, 1955, přeložila Helena Šimáčková.
- Marie Tudorovna, ČDLJ, Praha 1957, přeložila Helena Šimáčková.
- Marie Tudorovna, Slezské divadlo Zdeňka Nejedlého, Opava 1973, přeložila Helena Šimáčková.